# 費奧多爾·葉梅利亞年科
费奥多尔·弗拉基米罗维奇·叶梅利亚年科 （俄语：Фёдор Влади́мирович Емелья́ненко，羅馬化：Fyodor Vladimirovich Yemelyanenko，發音：[ˈfʲɵdər vlɐˈdʲimʲɪrəvʲɪtɕ jɪmʲɪˈlʲjænʲɪnkə]；1976年9月28日—），是俄羅斯前綜合格鬥家、柔道家。他曾獲得無數格鬥競技的冠軍，包括世界綜合格鬥技聯盟(WAMMA)重量級世界冠軍，PRIDE格鬥錦標賽重量級冠軍，Rings重量級冠軍。他是綜合格鬥、桑搏、柔道的三棲選手，在這三項武術的比賽中都有相當傑出的表現。
他在職業生涯保持了將近十年全勝無敗的記錄，並被世界許多專家及選手認為是歷史上最偉大的綜合格鬥家。

## 個人生平
葉梅利亞年科出生於烏克蘭的盧甘斯克州魯比日內。兩歲時，他們移民到了俄羅斯的別爾哥羅德州。葉梅利亞年科的母親是一位老師，而他的父親則是一位焊接工人。
葉梅利亞年科是他們家庭的第二個孩子，在他之前，他的父母育有一女。葉梅利亞年科底下還有兩位弟弟，其中一位弟弟亞歷山大·葉梅利亞年科( Aleksander Emelianenko ) 和他一樣，目前都是一位職業的綜合格鬥家。另外一位弟弟伊萬·葉梅利亞年科 ( Иван Емельяненко ) 也有在鍛鍊綜合格鬥，但是等級比不上兩位哥哥。
葉梅利亞年科在1991年自國民中學畢業；94年則從高級職業學校畢業。95年到97年，葉梅利亞年科在俄羅斯的陸軍服役，擔任消防兵的工作。99年，他和前任的妻子歐克桑納( Оксана ) 結婚，他的長女也在同年出生。但是在2006年，菲德選擇和歐克桑納離婚，同時和他的新女友瑪琳娜( Марина )再婚。2007年，他的次女出生。

### 綜合格鬥的背景
葉梅利亞年科的格鬥技生涯，是從桑搏和柔道的鍛鍊開始。菲德的教練回憶，當時投入他門下的葉梅利亞年科只有十歲，體格顯得十分瘦弱。在天生的體格上，葉梅利亞年科並沒有太大的優勢。葉梅利亞年科日後在格鬥界擁有天王般的地位，靠的不是天份，而是堅忍不拔的毅力和積極的態度。葉梅利亞年科的自傳當中曾經提到：他是從入伍服役之後，開始接觸桑搏和柔道。但是，他曾經特別提出澄清：在軍隊當中，他只能夠在空暇的時間，練習跑步和重量訓練。自傳當中所提到的這一點是錯的，他將他小時候的鍛鍊和入伍服役時的訓練過程搞混了。
葉梅利亞年科在1997時，分別得到了桑搏和柔道的段位證明，同時也成為了俄羅斯的國手級選手。1998年，葉梅利亞年科贏得了全俄羅斯柔道錦標賽的季軍，同時他也開始投入打擊技的學習，當時他所選擇的教練為Александр Васильевич Емельяненко。2000年，他就開始在桑搏和綜合格鬥的比賽裡出現。而他參加這一些比賽的原因，很出乎大家的意料：因為他需要賺錢。
葉梅利亞年科通常一天鍛鍊兩到三次，他使用一些比較基本的方法來維持他的體能，例如：跑步、跳繩和舉重。為了保持身體的彈性，他也會固定鍛鍊單槓、雙槓、伏地挺身和仰臥起坐；還有每兩天一次，進行十公里以上的長跑。而每一年，他都會和他的團隊到基斯洛沃茨克，進行年度性的高海拔訓練。
葉梅利亞年科所隸屬的團隊名為：紅魔鬼運動俱樂部 ( Red Devil Sport Club )，在他們的團隊裡，有專屬的角力教練、拳擊教練、泰拳教練、按摩師、心理師…等。2005年時，他將鍛鍊的重心放在踢技。他前往荷蘭和有名的踢拳道好手阿諾斯特·赫斯特 ( Ernesto Hoost )，一起進行訓練。
2008年，在俄羅斯的聖彼得堡所舉行的世界桑搏錦標賽，讓他嘗到了練習桑搏八年以來，首場的敗戰。他在準決賽時，以8比5的點數，輸給了23歲的比利時選手Blagoi Ivanov。最後，這一屆大會葉梅利亞年科僅獲得季軍。
2009年的2月，葉梅利亞年科捲土重來，贏得了全俄羅斯的桑搏錦標賽冠軍。在準準決賽和準決賽當中，菲德分別在14秒和26秒結束比賽。甚至於到了決賽，他也僅僅只花了20秒。同時，菲德也在2009年出版了一本有關於格鬥技的書，書名為：The Fighting System of the World's Undisputed King of MMA 展示了他的格斗风格。

### 所屬團體之變動
葉梅利亞年科的職業綜合格鬥生涯，是從Russian Top Team ( RTT ) 這個團體開始，當時他和第一代的俄羅斯職業格鬥家一起訓練。然而，就在他贏得Pride的重量級冠軍之後，他和RTT的高層間就越來越水火不容。根據菲德的說法，RTT的經營者，同時也是世界桑搏聯盟的副總裁，他透過威脅與恐嚇的手段，想要操控他的經紀合約。葉梅利亞年科也表示在酬勞上，他也被RTT的經營者給欺瞞與剝削。
2003年的8月10號，當菲德完成了他與RTT合約的最後一場比賽之後，他就跳槽加入位於聖彼得堡的紅魔鬼運動俱樂部，直至今日。

## 職業綜合格鬥生涯

### Rings
葉梅利亞年科職業生涯早期的一場敗戰，是在Rings所舉辦的大會King of Kings 2000 Block B當中。這場比賽是在2000年的12月22號舉辦，當時他的對手是日本選手高阪剛 (Tsuyoshi Kohsaka )，但是這場比賽至今依然充滿著許多的爭議。根據慢速影像來判斷，高阪剛在進行一連串的攻擊時，他的手肘打中了葉梅利亞年科的眼角。肘擊這場比賽是被禁止的，是一種犯規的攻擊。根據規則，如果選手要使用肘擊，他必須要在肘部戴上護墊。但是高阪剛並沒有。
這技肘擊讓葉梅利亞年科在前一場比賽，所造成的傷口再度裂開。因為是傷上加傷，所以血流不止，已經到了無法繼續比賽的地步。King of Kings 2000 Block B的比賽是採用錦標賽的方式來進行，所以一定要分出勝方和敗方，才可以進行下一場的比賽。因為葉梅利亞年科的傷勢讓他無法繼續比賽，所以大會裁定讓高阪剛晉級。但是一般普遍為：如果不是因為大會採行錦標賽的方式，這場比賽應該可以判定是無效試合，或是裁定葉梅利亞年科因為對方的犯規而獲勝。

### PRIDE格鬥錦標賽
就在贏得了Rings 所舉辦的King of Kings 2002錦標賽之後，葉梅利亞年科進入了更高一個層級的職業聯盟PRIDE。他在Pride 21這場大會中，迎戰身高210公分的選手Semmy Schilt。最後葉梅利亞年科以絕對優勢的判定，贏得了他在PRIDE的第一場勝利。之後葉梅利亞年科迎戰Heath Herring，藉由這一場比賽，他證明了自己擁有挑戰腰帶的資格。
2003年3月16日，葉梅利亞年科在PRIDE 25這場比賽，挑戰當時的PRIDE重量級王者Antonio Rodrigo Nogueira。整場比賽他都明顯的佔著上風。比賽結束之後，裁判全數通過判定葉梅利亞年科獲勝，他成為了PRIDE的第二任重量級王者。
三個月之後，葉梅利亞年科就開始進行腰帶防衛戰。他的第一個對手是前任的IWGP王者：藤田和之 (Fujita Kazuyuki )。原本他想要迅速的結束這一場比賽，但是因為一時的大意，被藤田的右勾拳給擊中。葉梅利亞年科頓時感到頭昏，但是他很快的恢復冷靜。最後，菲德以後鎖頸贏得這一場比賽。這場比賽只有進行一個回合，比賽時間是4分17秒。2009年的2月，葉梅利亞年科在一次的訪談當中回憶道：藤田是目前唯一一位擊中我右臉的選手，他的攻擊真的是相當的強而有力。
下一場比賽，葉梅利亞年科遇上了Gary Goodridge。這是一場一面倒的比賽，他利用坐騎式壓制著他，並且藉由一連串的攻擊贏得勝利。但是葉梅利亞年科在這場比賽當中，手掌骨折了，必須要進行外科手術。因此，接下來有許多場原本已經排定的比賽都宣告延期。
康復之後，葉梅利亞年科在Pride所舉行的比賽當中，接連打敗了許多的對手，依序是：Mark Coleman、Kevin Randleman、小川直也、Antonio Rodrigo Nogueira、Mirko "Cro Cop" Filipovic、Mark Coleman ( 第二次 )、Mark Hunt。隨著越來越多的勝利，对他的評價與知名度也越來越高。

### Bodog Fight
在葉梅利亞年科與Pride所簽訂的合約當中，有一條特別條款。那就是：雖然葉梅利亞年科是Pride所簽約的選手，但是他可以自由地參加在俄羅斯境內，所舉辦的任何綜合格鬥比賽。因此在2007年的4月14日，帶著凱旋歸國的味道，葉梅利亞年科破例參加Bodog Fight所舉辦的比賽，在這場比賽當中迎戰來自美國奧勒岡州的Matt Lindland。他在第一回合的2分58秒，結束這場比賽，贏得勝利。

### M-1 Global
就在葉梅利亞年科與Pride的合約即將到期的時候，他開始考慮要前往美國挑戰UFC。UFC的總裁Dana White也有考慮要簽下葉梅利亞年科，但是他最後選擇和M-1 Global這個團體簽約。主要的原因是因為M-1 Global給了他很多自由的空間，例如：准許葉梅利亞年科繼續參加桑搏的比賽。同樣的要求，UFC就不能夠接受，UFC不允許選手私自參加UFC以外的任何競賽。因此，即使UFC透露可以讓葉梅利亞年科在UFC的第一場比賽，就挑戰當時的重量級王者Randy Couture。菲德最後還是選擇和M-1 Global簽下了一紙為期兩年，共六場比賽的合約。

### Yarennoka
2007年的12月31日，葉梅利亞年科參加由M-1 Global、FEG(主辦K-1的公司)、Deep所聯合舉辦的大會：Yarennoka!。在這場比賽當中，他迎戰來自南韓，身高218公分的崔洪萬。最後菲德在第一回合，以關節技取得了這一場比賽的勝利。

### Dream
2008年2月13日，葉梅利亞年科出席了一場會議，舉辦這場會議的是當時日本新創立的綜合格鬥技團體DREAM格鬥賽。會議中DREAM和M-1 Global的高層達成協議，將來雙方要進行結盟。因此，如果未來有良好的時機，葉梅利亞年科不排除參加DREAM所舉行的比賽。

### Affliction
在美國的新綜合格鬥團體：Affliction的旗揚大會當中，葉梅利亞年科僅僅只花了36秒，就擊敗了兩任的UFC重量級王者Tim Sylvia。因此，他也成為了首任的世界綜合格鬥技聯盟重量級冠軍。(World Alliance of Mixed Martial Arts)(WAMMA)。
之後，葉梅利亞年科便開始進行WAMMA的王者保衛戰。2009年1月24日，他迎戰前任的UFC重量級王者Andrei Arlovski。這場比賽一開始葉梅利亞年科處於劣勢，但是就在Arlovski將他逼至擂台角落，準備進行下一波的攻擊時，情勢發生逆轉。Arlovski原本打算跳過去攻擊葉梅利亞年科，但是他趁機會打出一技反擊拳，正中Arlovski的下巴。Arlovski當場昏倒在地，而葉梅利亞年科成功的完成了第一場的腰帶防衛戰。
2009年的4月29日，重量級的葉梅利亞年科和世界綜合格鬥技聯盟的輕量級冠軍：青木真也 ( Aoki Shinya )，進行了一場五分鐘的表演賽，由於級別差太多，也是一場友誼賽，在雙方帶著笑鬧中比賽。這場表演賽，最後由葉梅利亞年科取得勝利。
2009年的8月1日，葉梅利亞年科要和前任的UFC重量級王者Josh Barnett，進行第二次的腰帶防衛戰。但是就在7月22日，Josh因為違法使用類固醇，遭到加州當局吊銷執照的處分。原本是預定要由Vitor Belfort補上Josh的挑戰者位置。但是最後Affliction宣布取消原定8月1日所要舉辦的比賽。

### Strikeforce
就在Affliction宣告解散之後，葉梅利亞年科選擇和美國的綜合格鬥技團體Strikeforce簽約。2009年8月28日，他和Strikeforce的輕重量級王者Gegard Mousasi，在M-1 Global所舉辦的比賽當中，以巴西柔術的規則進行了一場表演賽。在這場比賽當中，雙方都展現了相當高超的摔技與寢技。最後這場表演賽，由葉梅利亞年科取得勝利。
2010年6月26日，葉梅利亞年科在美國San Jose, California的Strikeforce比賽中輸給來自巴西的Fabricio Werdum，這是他被大眾所公認的職業比賽第一場敗北。

## 外部連結
- Fedor的官方網站
- 費奧多爾·葉梅利亞年科在Sherdog上的综合格斗战绩资料